# I. e. 219
Évszázadok: i. e. 4. század – i. e. 3. század – i. e. 2. század
Évtizedek: i. e. 260-as évek – i. e. 250-es évek – i. e. 240-es évek – i. e. 230-as évek – i. e. 220-as évek – i. e. 210-es évek – i. e. 200-as évek – i. e. 190-es évek – i. e. 180-as évek – i. e. 170-es évek – i. e. 160-as évek
Évek: i. e. 224 – i. e. 223 – i. e. 222 – i. e. 221 –  i. e. 220 – i. e. 219 – i. e. 218 – i. e. 217 – i. e. 216 – i. e. 215 – i. e. 214

## Események

### Hellenisztikus birodalmak
- Elkezdődik a negyedik szíriai háború. III. Antiokhosz szeleukida király elfoglalja az egyiptomiaktól Szeleukeia Pieria kikötőjét, valamint bevonul Föníciába és megszállja Türoszt és Ptolemaiszt. Ezután hosszas tárgyalások kezdődnek, melynek során Antiokhosz megszilárdítja uralmát a megszállt területeken, Szoszibiosz egyiptomi főminiszter pedig megerősíti és átszervezi a szétzilálódott hadsereget.
- Alexandriában III. Kleomenész volt spártai király megszökik a házi őrizetből és felkelést próbál szervezni. Miután nem jár sikerrel, öngyilkos lesz.
- Spártában két évnyi rákényszerített oligarchikus kormányzás után ismét két királyt választanak: Lükurgoszt és a kiskorú III. Agészilaoszt.
- A szövetséges-háborúban az Aitóliai Szövetség megtámadja Aigira és Dümé városokat a Peloponnészoszon, kifosztják a makedóniai Dion városát és lerombolják a dodonai szentélyt. A makedónok eközben elfoglalják Ambrakoszt Épeiroszban és benyomulnak Aitóliába.

### Karthágó
- Hannibal ostrom alá veszi az ibériai Saguntum városát, amivel megsérti az i.e. 226-ban Rómával kötött egyezményt. Hannibal arra hivatkozik, hogy a szerződés az Ebro folyót írja elő határvonalnak és a város attól délre fekszik. Saguntumnak barátsági szerződése van Rómával, amely így tiltakozó követséget küld Karthágóba. Az ostrom nyolc hónapig tart és ezalatt Hannibal is megsebesül.

### Róma
- Lucius Aemilius Paullust és Marcus Livius Salinatort választják consulnak.
- A rómaiak kelet felé terjeszkedve elfoglalják a velük szövetséges venetusok szomszédságában lévő Hisztria-félszigetet.
- A rómaiak védelme alatt álló városok támadása miatt Paullus consul átkel Illíriába és elkezdődik a második római-illír háború. Pharoszi Démétriosz illír vezér meggyilkoltatja uralma ellenfeleit és megerődíti Dimallumot. A rómaiak hét nap alatt elfoglalják a várost, majd Pharosznál nyílt csatára kényszerítik az illíreket és döntő vereséget mérnek rájuk. Démétriosz V. Philipposz makedón királyhoz menekül.

### Kína
- Csin Si Huang-ti császár hadjáratot indít a mai Kuangtung és Kuanghszi tartományok elfoglalására.

## Halálozások
- III. Kleomenész spártai király

## Fordítás
- Ez a szócikk részben vagy egészben  a(z)   219 BC című angol Wikipédia-szócikk ezen változatának fordításán alapul.  Az eredeti cikk szerkesztőit annak laptörténete sorolja fel. Ez a jelzés csupán a megfogalmazás eredetét és a szerzői jogokat jelzi, nem szolgál a cikkben szereplő információk forrásmegjelöléseként.